# Sylwia Marczuk
Sylwia Michałowska (Marczuk) (ur. 11 maja 1982) – piłkarka ręczna SPR Lublin (w barwach którego zdobyła mistrzostwo Polski), a od sezonu 2006/07 AZS AWF Warszawa. 
W latach 2009–2011 dziennikarka i reporterka w Orange Sport i Orange Sport Info. Wcześniej pracowała w TVP Sport, gdzie m.in. współtworzyła magazyn poświęcony szczypiorniakowi „7 metr”.
Od 2012 roku ponownie związana z TVP. Laureatka nagrody SDP im. Kazimierza Wierzyńskiego za reportaż „Powrót (wice)mistrzyni”.

## Odznaczenia
- Srebrny Krzyż Zasługi – 2024[1]